# アプラウエ
アプラウエ（フランス語：Aplahoué）はベナン南部のクッフォ県の県都。2013年の人口は約17万人

。